# زاک براون (بازیکن فوتبال)
زاک براون (انگلیسی: Zak Brown؛ زادهٔ ۶ ژوئن ۲۰۰۲) بازیکن فوتبال است.